# ユー・アー・ザ・クワーリー
『ユー・アー・ザ・クワーリー』（You Are the Quarry）は、モリッシーが2004年に発表した7作目のスタジオ・アルバム。前スタジオ・アルバム『マルアジャスティッド』（1997年）以来7年振りの新作で、サンクチュアリ・レコードのサブ・レーベルであるアタック・レコードからリリースされた。

## 背景
新たにサンクチュアリ・レコードと契約したモリッシーは、かつてトロージャン・レコードのサブ・レーベルであったアタック・レコードを復活させ、自身の作品および自分が気に入ったアーティストの作品を同レーベルからリリースすることにした。
元ジェリーフィッシュのロジャー・ジョセフ・マニング・ジュニアがレコーディングに参加。
収録曲「レット・ミー・キス・ユー」は、ナンシー・シナトラのアルバム『ナンシー・シナトラ』（2004年）に提供されており、バッキング・トラックの演奏とプロデュースは本作と同じメンバーによる。シナトラのヴァージョンはシングルとしてもリリースされて、2004年10月23日付の全英シングルチャートで46位に達した。
日本盤CDには、シングル「アイリッシュ・ブラッド、イングリッシュ・ハート」のカップリング曲2曲がボーナス・トラックとして追加収録された。また、ボーナスDVDが付属した限定盤もリリースされている。

## 反響
本作はセールス的に成功を収め、全英アルバムチャートでは最高2位を記録して22週にわたりトップ100入りした。ただし、この時キーンのアルバム『ホープス・アンド・フィアーズ』が本作の1位獲得を阻んでおり、彼らはモリッシーのファンだったため、そのことに関して恐縮していたという。スウェーデンのアルバム・チャートでは2週連続で1位を獲得。アメリカのBillboard 200ではモリッシーにとって10年振りのトップ40入りを果たし、それまでの自己最高である11位に達した。
本作からの先行シングル「アイリッシュ・ブラッド、イングリッシュ・ハート」は全英シングルチャートで3位に達し、モリッシーにとって10年振りの全英トップ10シングルとなった。本作からは更に「ファースト・オブ・ザ・ギャング・トゥ・ダイ」（全英6位）、「レット・ミー・キス・ユー」（全英8位）、「アイ・ハヴ・フォギヴン・ジーザス」（全英10位）もシングル・ヒットした。

## 収録曲
特記なき楽曲はモリッシーとアラン・ホワイトの共作。
1. アメリカ・イズ・ノット・ザ・ワールド "America Is Not the World" – 4:03
2. アイリッシュ・ブラッド、イングリッシュ・ハート "Irish Blood, English Heart" – 2:37
3. アイ・ハヴ・フォギヴン・ジーザス "I Have Forgiven Jesus" – 3:41
4. カム・バック・トゥ・カムデン "Come Back to Camden" (Morrissey, Boz Boorer) – 4:14
5. アイム・ノット・ソーリー "I'm Not Sorry" (Morrissey, B. Boorer) – 4:41
6. ザ・ワールド・イズ・フル・オブ・クラッシング・ボアズ "The World Is Full of Crashing Bores" (Morrissey, B. Boorer) – 3:51
7. ハウ・キャン・エニバディ・ポシブリー・ノウ・ハウ・アイ・フィール? "How Can Anybody Possibly Know How I Feel?" – 3:25
8. ファースト・オブ・ザ・ギャング・トゥ・ダイ "First of the Gang to Die" – 3:38
9. レット・ミー・キス・ユー "Let Me Kiss You" – 3:30
10. オール・ザ・レイジー・ダイクス "All the Lazy Dykes" – 3:31
11. アイ・ライク・ユー "I Like You" (Morrissey, B. Boorer) – 4:11
12. ユー・ノウ・アイ・クドゥント・ラスト "You Know I Couldn't Last" (Morrissey, Alain Whyte, Gary Day) – 5:50

### 日本盤ボーナス・トラック
1. ザ・ネヴァー・プレイド・シンフォニーズ "The Never-Played Symphonies" – 3:02
2. イッツ・ハード・トゥ・ウォーク・トール・ウェン・ユーア・スモール "It's Hard to Walk Tall When You're Small" – 3:30

## 他メディアでの使用例
- 「アイ・ライク・ユー」は、2006年発売のレースゲーム『PGR3 - プロジェクトゴッサムレーシング3 -』のサウンドトラックで使用された[22]。
- 「アメリカ・イズ・ノット・ザ・ワールド」は、アメリカ映画『ママ男』（2007年公開）のサウンドトラックで使用された[23]。

## 参加ミュージシャン
- モリッシー - ボーカル
- アラン・ホワイト - ギター
- ボズ・ブーラー - ギター
- ゲイリー・デイ - ベース
- ディーン・バターワース - ドラムス
- ロジャー・ジョセフ・マニング・ジュニア - キーボード
- ライス・ウィリアムズ - フルート